# АК-105
АК-105 (індекс ГРАУ 6П47) — укорочена версія автоматичного карабіну АК-74М, який, у свою чергу, був похідним від оригінальної конструкції АК-47 та його наступника, АК-74. АК-102, АК-104 і АК-105 дуже схожі за конструкцією, єдина відмінність — калібр і відповідний тип магазина. АК-105 призначений для стрільби патронами калібру 5,45×39 мм.

## Конструкція
У порівнянні з АК-74М, АК-101 і АК-103, які є повнорозмірними штурмовими гвинтівками подібної конструкції, АК-102, АК-104 і АК-105 мають укорочені стволи, що робить їх проміжною версією між повноцінною гвинтівкою і компактною АКС-74У. Однак АК-105 також має твердий полімерний приклад, що складається вбік, на відміну від коротшого каркасного прикладу АКС-74У. У AK-105 використовується регульований задній дотичний приціл із зубцями, відкалібрований з кроком у 100 м (109 ярдів) від 100 до 500 м (109 до 547 ярдів). Мушка являє собою стійку, що регулюється по висоті в польових умовах. Горизонтальне коригування виконується на заводі перед випуском. АК-105 має дуловий прискорювач, похідний від АКС-74У.
Захисні покриття забезпечують хорошу корозійну стійкість металевих деталей. Цівка, магазин, приклад і рукоятка виготовлені з високоміцного пластику. Гвинтівка оснащена полум'ягасником.
АК 100-ї серії виробляються на заводах «Іжмаш» концерну Калашников в Іжевську, Росія.

## Користувачі
- Азербайджан: На озброєнні Державної прикордонної служби Азербайджану.[4]
- Намібія: На озброєнні Корпусу морської піхоти Намібії[en][5]
- Росія: На озброєнні окремих підрозділів Міністерства внутрішніх справ[6][7] та інших правоохоронних органів.[8] Гвинтівка також обмежено перебуває на озброєнні російської армії.[9]
- Сирія: Використовується деякими силами сирійського спецназу.[10]

## Бойове використання

### Російське вторгнення в Україну
Головне управління розвідки Міністерства оборони України, після знищення колони Росгвардії поблизу селища Димер, Київської області, виявлило, що військовослужбовці 748 окремого батальйону оперативного призначення військ Росгвардії (м. Хабаровськ) були, озброєні, зокрема, автоматами АК-105.